# Roman Vlad
Roman Vlad, född 29 december 1919 i Tjernivtsi, Bukovina, Rumänien, död 21 september 2013 i Rom, var en rumänsk och italiensk tonsättare, pianist och kritiker verksam i Italien.

## Biografi
Vlad studerade under Titus Tarnawski och Liviu Russu i Rumänien och erövrade ett pianodiplom. Han flyttade till Rom 1938 för att studera vid universitetet i Rom och senare vid Accademia Nazionale di Santa Cecilia. Han blev så småningom en italiensk medborgare 1951.
Vlads tidiga karriär var som artist och kompositör. Han vann Enescupriset 1942 för sin Sinfonietta och Silverband Award för sin filmmusik. Han var konstnärlig ledare för Accademia Filarmonica Romana 1955-58 och 1966-69. Han var även ordförande för den italienska Society for Contemporary Music 1960 och musikalisk konsult för RAI:s nationella radio- och tv-kanaler. Han blev senare medlem av ledningsgruppen för Accademia Nazionale di Santa Cecilia och konstnärlig rådgivare för Ravenna Festival och Spoleto Festival.
Vlad var en eklektisk tonsättare vars verk sträcker sig från symfonier till operor till kammarmusik och till "De japanska Seasons, 24 Haiku." Han var en känd kompositör av filmmusik, inklusive musiken till René Clairs La Beauté du Diable (1950), Pictura: An adventure in Art (1951), Romeo and Juliet (1954), I Vampiri (1957), Son of the Red Corsair (1959), Ursus (1961) och The Horrible Dr. Hichcock (1962).
Vlad skrev också betydelsefulla böcker om musik, såsom Historien om tolvtonsmusiken (1958) och biografier om Stravinskij och Dallapiccola, samt arbeten riktade till allmänheten såsom Understanding Music och Introduction to Musical Civilization.